# The Reform Candidate
The Reform Candidate er en amerikansk stumfilm fra 1915 af Frank Lloyd.

## Medvirkende
- Macklyn Arbuckle som Art Hoke.
- Forrest Stanley som Richard Benton.
- Myrtle Stedman som Mary Grandell.
- Malcolm Blevins som Frank Grandell.
- Charles Ruggles som Loony Jim.